# David Deyl
David Deyl (* 26. prosince 1983 Ústí nad Labem) je český zpěvák a hudební skladatel.

## Kariéra
V roce 2009 vydal debutové album Hlavolam. V roce 2011 vydal druhé album s názvem Zásah u společnosti Supraphon, na kterém vyšly písně „Počítám“ a „Lež a nech si lhát“.
Singl „Akorát“, který vyšel v roce 2012 měl v dubnu 2020 na Youtube již 15,6 milionu zhlédnutí.[zdroj⁠?!] Toto video bylo nahráno v Bratislavě.
V roce 2012 vydal také píseň „Čas dál nech spát“ společně s Helenou Vondráčkovou a složil hymnu pro Avon pochod „Budu tu stát“, kterou s ním nazpívala Monika Absolonová.
V roce 2014 vydal již ve svém vlastním vydavatelství DADE music třetí album „V ozvěnách“. Album obsahuje 12 skladeb ve stylu klasického crossoveru, nahraných za doprovodu Severočeské filharmonie Teplice pod taktovkou dirigenta Marka Štilce.
V roce 2016 natočil své oblíbené vánoční písně na album „Moje Vánoce“ a v roce 2019 nazpíval píseň „Somewhere in My Memory“ z filmu Sám doma 2.
V lednu roku 2020 přidal album „Melodies of My Heart: Musicals!“
Dlouho očekávané album „Tvůj signál“ David Deyl vydal v září 2022. V prosinci stejného roku pak potěšil videoklipem a vánočním singlem „Vánoční přání“. Tento duet natočil společně se slovenskou zpěvačkou Kristínou.
Před Vánocemi 2023 si David Deyl splnil sen a natočil album s písničkami z českých pohádek "Kouzelné melodie". Na albu je i několik duetů s českými zpěvačkami: Monikou Absolonovou, Natálií Grossovou, Evou Matějovskou, Klárou Vojslavskou a Markétou Konvičkovou.

## Diskografie

### Studiová alba
- Hlavolam (2009)
- Zásah (2011)
- V ozvěnách (2014)
- Moje Vánoce (2016)
- Melodies of My Heart: Musicals! (2020)
- Tvůj signál (2022)
- Kouzelné melodie (Písničky z českých pohádek) (2023)

### Singly
- Lež a nech si lhát – singl (srpen 2011)
- Přímý zásah – singl (říjen 2011)
- Nádherná zář – vánoční singl, orig. O Holy Night (2011)
- Budu tu stát – singl, hymna Avon Pochodu proti rakovině prsu, s Monikou Absolonovou (březen 2013)
- Snům se neubráním – singl, radio edit (červenec 2013)
- Svatý čas – vánoční singl, orig. Santa Claus Is Coming (2013)
- Souhvězdí – singl (květen 2014)
- V ozvěnách[5] – singl (2014)
- Ahora – singl (červenec 2019)
- Mejor Me Voy – singl (květen 2020)
- Je nádherné – singl (červenec 2020)
- Chytám se stébel[6] – singl (listopad 2020)
- Naděje se vrátí[7] – singl (květen 2021)
- Dvě srdce[8] – singl (srpen 2021)
- Mil Aňos Te Amaré [9] – singl (prosinec 2021)
- Now I Have My Angel [10] – singl (prosinec 2021)
- Má žena[11] – singl (duben 2022)
- Te Encontré[12] – singl (srpen 2022)
- Vánoční přání[4] – singl (prosinec 2022)
- Dos Delincuentes – singl (květen 2024)

### Covery
- Rise[13] (2016)
- A Million Years Ago[14] (2016)
- Evermore[15] (2017)
- Ave Maria[16] (2018)
- The One and Only[17] (2018)
- The Perfect Fan[18] (2018)
- Remember Me[19] (2019)
- Somewhere in My Memory[20] (2019)
- Jdi za štěstím[21] (2023)
- Krev toulavá[22] (2023)
- Kdepak, ty ptáčku, hnízdo máš? (2023)
- Wo, kleiner Vogel, ist dein Nest (2023)

## Ocenění
- V roce 2009 získal cenu Objev roku na hudební televizi[23] Óčko.
- V roce 2010 získal ocenění zpěvák roku[24][25][26] hudební televize Óčko.
- 2010 – nominace na cenu pro objev roku 2010 – Český Slavík
- Zpěvák roku v soutěži hudební televize Óčko (listopad 2010)
- Cena pro nejúspěšnějšího mladého autora OSA[27] (2010)
- Cena pro objev roku Českého rozhlasu, Legendy Nočního proudu[28] (2010)
- Nominace na cenu slovenské televize Musiq 1 za nejlepší videoklip (2010)
- V březnu 2011 získal první místo na mezinárodní pěvecké soutěži hudebních fakult vysokých škol Hvězdná brána 2011. Pedagožka Inna Kalita z Katedry slavistiky Pedagogické fakulty UJEP přeložila text jeho duetu s Aňou Gaislerovou „Nic nevzdávám“ do ruštiny pod názvem „Já něvzdám sa“.
- V červenci 2011 se zúčastnil 20. ročníku mezinárodního festivalu Slavjanskij Bazar[29] ve Vitebsku, kam byl pozván pořadateli na základě doporučení Heleny Vondráčkové, jedné z porotkyní 19. ročníku. V dvoudenním klání v konkurenci dalších 19 zpěváků obsadil celkové 2. místo.
- Nominace na cenu zpěvák roku 2011[30][31] – Ceny Anděl
- V roce 2015 získal za píseň V ozvěnách Českého Slavíka za nejoblíbenější píseň posluchačů radia Impuls[32]
- Vítěz internetového hlasování ankety Českého rozhlasu Šarmantní osobnost roku 2017[33]
- Cena za spolupráci s Českým rozhlasem 2018[34]